# Ali Kemal
Pour les articles homonymes, voir Kemal.
Ne pas confondre avec l'homme politique comorien Said Ali Kemal.
Ali Kemal, né en 1869 à Fatih (Empire ottoman) et mort lynché à İzmit (Empire ottoman) le 6 novembre 1922, est un éditorialiste, poète et homme politique ottoman d'ascendance turco-circassienne. 
Il occupe brièvement les fonctions de ministre de l'Éducation puis de l'Intérieur dans les gouvernements de Damat Ferid Pacha en 1919, avant de devenir un opposant à Mustafa Kemal pendant la guerre civile turque. 
Ali Kemal est le père de Zeki Kuneralp (en), ancien ambassadeur de Turquie en Suisse, au Royaume-Uni et en Espagne franquiste. De plus, il est le grand-père paternel du diplomate turc Selim Kuneralp (en) et de l'écrivain et homme politique britannique Stanley Johnson, lui-même père de l'ancien Premier ministre Boris Johnson. 